# Miss Guyane
 (octobre 2023).
Si vous disposez d'ouvrages ou d'articles de référence ou si vous connaissez des sites web de qualité traitant du thème abordé ici, merci de compléter l'article en donnant les références utiles à sa vérifiabilité et en les liant à la section « Notes et références ».
Miss Guyane est un concours de beauté, destiné aux jeunes femmes de Guyane. Il est qualificatif pour l'élection de Miss France en direct sur la chaîne TF1, en décembre, chaque année.
Une Miss Guyane a été couronnée Miss France : Alicia Aylies, Miss Guyane 2016 et Miss France 2017.

## Histoire
La première Miss Guyane à devenir Miss France est Alicia Aylies, Miss Guyane 2016. Elle a été élue Miss France 2017 le 17 décembre 2016 à Montpellier.
La première élection a eu lieu en 1960, il n'y a pas eu d'élection en 1978, 1979, 1980, 1981, 1982, 1985, 1986, 1989, 1990, 1991, 1992, 1995, 1996 et 1997.
Robert Sébas préside le comité Miss Guyane de 2004 jusqu'en octobre 2020.

## Synthèse des résultats
- Miss France : Alicia Aylies (2016) ;
- 1re dauphine : Audrey Ho-Wen-Tsaï (2024) ;
- 2e dauphine : Radiah Latidine (1993) ;
- 6e dauphine : Tineffa Naïsso (2009), Ruth Briquet (2017) ;
- Top 12 puis 15 : Marie-Josée Nallamatou-Sancho (1988), Nathalie Mathurin (1994), Sabrina Louis (1998), Céline Claire-Eugénie (2004), Mandy Nicolas (2007), Anaëlle Veilleur (2011), Mélysa Stephenson (2021).

## Les Miss
Note : Toutes les données ne sont pas encore connues.
| Année       | Nom                            | Âge            | Taille         | Résidence              | Classement local/régional                 | Classement à Miss France                                                            | Autres                                                                                               |
| ----------- | ------------------------------ | -------------- | -------------- | ---------------------- | ----------------------------------------- | ----------------------------------------------------------------------------------- | --- |
| 1960        | George Néron                   |                |                |                        |                                           | Représentante de la Guyane à Miss Antilles-Guyane 1960                              | |
| 1977        | Chantal Delar                  |                |                | Kourou                 | Miss Kourou 1re dauphine Miss Guyane 1977 |                                                                                     | |
| 1977        | Évelyne Randel                 |                |                |                        |                                           |                                                                                     | Représentante de la Guyane à Miss Univers 1977                                                       |
| 1978 à 1982 | Pas d'élection                 | Pas d'élection | Pas d'élection | Pas d'élection         | Pas d'élection                            | Pas d'élection                                                                      | Pas d'élection                                                                                       |
| 1983        | Marie-Georges Achamana         |                |                |                        |                                           |                                                                                     | Représentante de la Guyane à Miss Univers 1983                                                       |
| 1984        | Rose Nicole Lony               |                |                |                        |                                           |                                                                                     | Représentante de la Guyane à Miss Univers 1984                                                       |
| 1985 à 1986 | Pas d'élection                 | Pas d'élection | Pas d'élection | Pas d'élection         | Pas d'élection                            | Pas d'élection                                                                      | Pas d'élection                                                                                       |
| 1987        | Lilia Rogier                   |                |                |                        |                                           |                                                                                     | |
| 1988        | Marie-Josée Nallamoutou-Sancho |                |                |                        |                                           | Figure parmi les 12 demi-finalistes à l'élection de Miss France 1989                | |
| 1989 à 1992 | Pas d'élection                 |                |                |                        |                                           |                                                                                     | |
| 1993        | Radiah Latidine                |                |                |                        |                                           | 2e dauphine Miss France 1994                                                        | Représentante de la France à Miss Monde 1994                                                         |
| 1994        | Nathalie Mathurin              |                |                |                        |                                           | Figure parmi les 12 demi-finalistes à l'élection de Miss France 1995                | |
| 1995 à 1997 | Pas d'élection                 | Pas d'élection | Pas d'élection | Pas d'élection         | Pas d'élection                            | Pas d'élection                                                                      | Pas d'élection                                                                                       |
| 1998        | Sabrina Louis                  | 19 ans         | 1,79 m         |                        |                                           | Figure parmi les 12 finalistes à l'élection de Miss France 1999                     | |
| 1999        | Sylvia Montoute                | 18 ans         | 1,74 m         |                        |                                           |                                                                                     | Élue Miss beauté noire à l'élection de Miss France 2000                                              |
| 2000        | Myriam Hyerso                  |                |                | Cayenne                |                                           |                                                                                     | |
| 2001        | Dhéa Samson                    |                |                |                        |                                           |                                                                                     | |
| 2002        | Stella Gauthier                |                |                |                        |                                           |                                                                                     | |
| 2003        | Méïda Bourgeois                |                |                |                        |                                           |                                                                                     | Élue Miss beauté noire à l'élection de Miss France 2004                                              |
| 2004        | Céline Claire-Eugénie          | 22 ans         | 1,80 m         |                        |                                           | Figure parmi les 12 demi-finalistes à l'élection de Miss France 2005 et termine 11e | |
| 2005        | Leilia Chérubin-Jeannette      | 20 ans         | 1,76 m         | Iracoubo               |                                           |                                                                                     | |
| 2006        | Glawdys Epailly                | 20 ans         | 1,75 m         | Montsinéry-Tonnegrande |                                           |                                                                                     | |
| 2007        | Mandy Nicolas                  | 18 ans         | 1,82 m         | Kourou                 |                                           | Figure parmi les 12 demi-finalistes à l'élection de Miss France 2008 et termine 9e  | |
| 2008        | Carmen Prince                  | 20 ans         | 1,72 m         | Remire-Montjoly        |                                           |                                                                                     | |
| 2009        | Tineffa Naisso                 | 20 ans         | 1,79 m         | Matoury                | 1re dauphine de Miss Guyane 2007          | 6e dauphine de Miss France 2010                                                     | Prix de la haute couture Zuhair Murad à l'élection de Miss France 2010, Miss Caraibes Hibiscus 2011. |
| 2010        | Julie-Malika Grosse            | 18 ans         | 1,74 m         | Cayenne                |                                           |                                                                                     | Prix de la sympathie à l'élection de Miss France 2011                                                |
| 2011        | Anaëlle Veilleur               | 19 ans         | 1,73 m         | Cayenne                |                                           | Figure parmi les 12 demi-finalistes à l'élection de Miss France 2012 et termine 8e  | |
| 2012        | Corinne Buzare                 | 24 ans         | 1,78 m         | Kourou                 |                                           |                                                                                     | |
| 2013        | Henriette Groneveltd           | 21 ans         | 1,75 m         | Remire-Montjoly        |                                           |                                                                                     | |
| 2014        | Valéria Coelho Maciel          | 19 ans         | 1,71 m         | Kourou                 |                                           |                                                                                     | |
| 2015        | Estelle Merlin                 | 21 ans         | 1,83 m         | Cayenne                |                                           |                                                                                     | |
| 2016        | Alicia Aylies                  | 18 ans         | 1,77 m         | Matoury                |                                           | Miss France 2017                                                                    | 1re Miss Guyane à remporter le titre de Miss France, Miss Universe France 2017                       |
| 2017        | Ruth Briquet                   | 24 ans         | 1,73 m         | Cayenne                | 1re dauphine de Miss Guyane 2016          | 6e dauphine de Miss France 2018                                                     | |
| 2018        | Laureline Decocq               | 19 ans         | 1,76 m         | Remire-Montjoly        |                                           |                                                                                     | |
| 2019        | Dariana Abé                    | 21 ans         | 1,74 m         | Apatou                 |                                           |                                                                                     | |
| 2020        | Héléneschka Horth              | 23 ans         | 1,73 m         | Awala-Yalimapo         |                                           |                                                                                     | |
| 2021        | Mélysa Stéphenson              | 19 ans         | 1,71 m         | Remire-Montjoly        |                                           | Figure parmi les 15 demi-finalistes à l'élection de Miss France 2022 et termine 13e | Prix de la sympathie lors de l’élection de Miss France 2022                                          |
| 2022        | Shaïna Robin                   | 21 ans         | 1,74 m         | Kourou                 |                                           |                                                                                     | |
| 2023        | Audrey Ho-Wen-Tsaï             | 18 ans         | 1,73 m         | Kourou                 | Miss Inter-Lycées 2022                    | 1re dauphine de Miss France 2024                                                    | |
| 2024        | Jade Fansonna                  | 22 ans         | 1,74m          | Matoury                | 1re dauphine de Miss Guyane 2023          |                                                                                     | |
| 2025        | Alicia Mertosetiko             | 20 ans         | 1,73m          | Remire-Montjoly        | 2e dauphine de Miss Inter-Lycées 2022     |                                                                                     | |

### Galerie

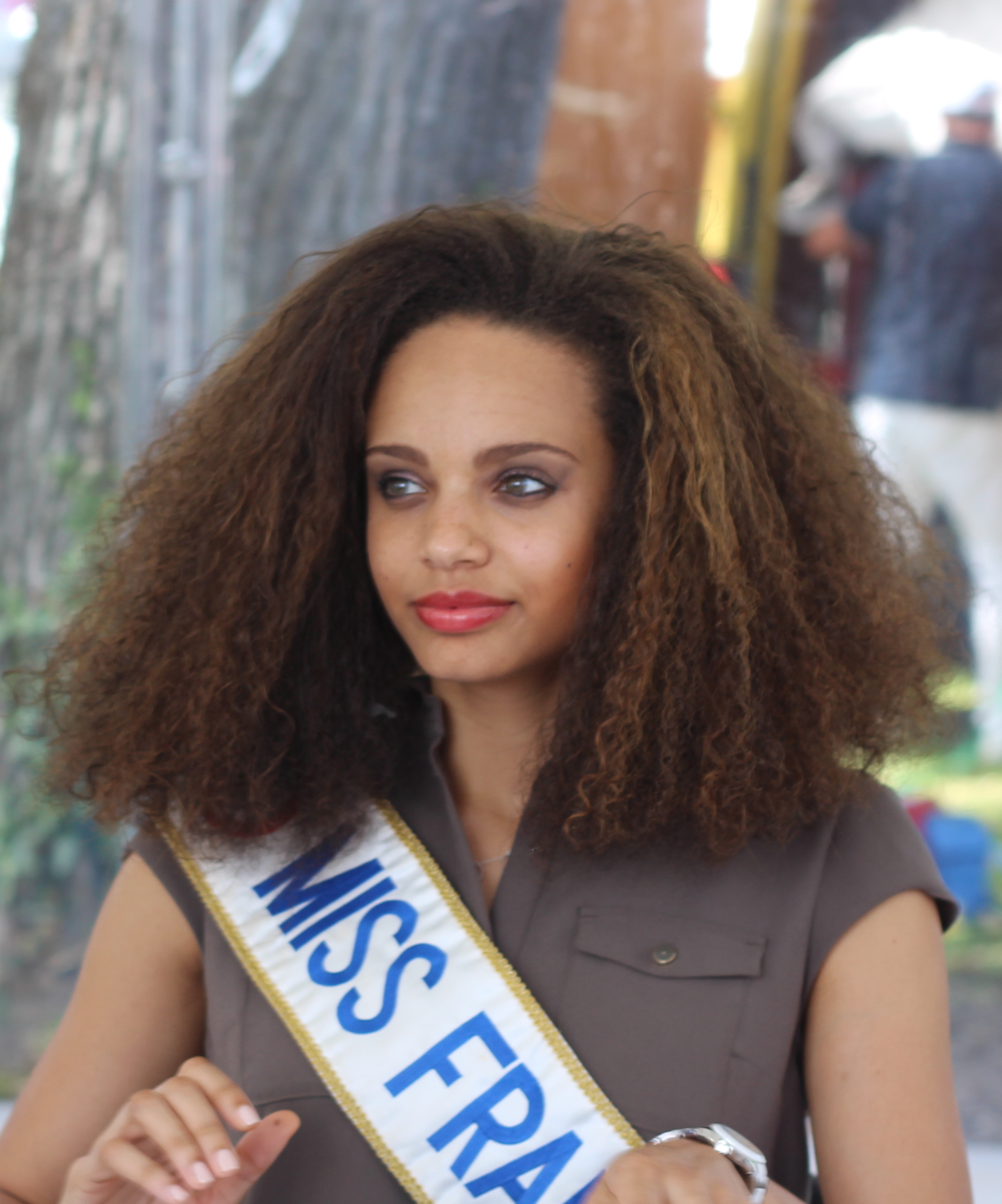
Alicia Aylies, Miss Guyane 2016 et Miss France 2017.

## Palmarès par commune depuis 2005
- Remire-Montjoly : 2008, 2011, 2013, 2018, 2021, 2025 (6)
- Kourou : 2007, 2012, 2014, 2022, 2023 (5)
- Matoury : 2009, 2016, 2024 (3)
- Cayenne : 2010, 2015, 2017 (3)
- Awala-Yalimapo : 2020 (1)
- Apatou : 2019 (1)
- Montsinéry-Tonnegrande : 2006 (1)
- Iracoubo : 2005 (1)

## Palmarès à l'élection Miss France depuis 2000
- Miss France : 2017
- 1re dauphine : 2024
- 2e dauphine :
- 3e dauphine :
- 4e dauphine :
- 5e dauphine :
- 6e dauphine : 2010, 2018
- Top 12 puis 15 : 2005, 2008, 2012, 2022
- Classement des régions pour les 10 dernières élections (Miss France 2015 à 2024) : 13e sur 30[Note 1].

## À retenir
- Meilleur classement de ces 10 dernières années : Alicia Aylies, élue Miss France 2017.
- Dernier classement réalisé : Audrey Ho-Wen-Tsaï, 1re dauphine de Miss France 2024.
- Dernière Miss France : Alicia Aylies, élue Miss France 2017.